# Civrieux

Civrieux este o comună în departamentul Ain din estul Franței.